# Gustav Runsten
Herman Gustav Runsten, född 2 juni 1889 i Stockholm, död där 2 mars 1959, var en svensk perukmakare och statistskådespelare.
Han var gift med perukmakaren Gunborg Runsten. De är begravda på Skogskyrkogården i Stockholm.

## Filmografi (urval)
- 1924 – En piga bland pigor
- 1925 – Karl XII del II
- 1926 – Lyckobarnen
- 1926 – Bröllopet i Bränna
- 1929 – Rågens rike
- 1936 – Raggen - det är jag det
- 1938 – Storm över skären
- 1939 – Kalle på Spången
- 1941 – Soliga Solberg
- 1947 – Nyckeln och ringen